# 강민혁 (배드민턴 선수)
강민혜(1997년 9월 4일~)는 대한민국의 배드민턴 선수이다.
2019년 아시아 선수권 대회에 참가해 동메달을 획득했으며, 2017년부터 대한민국 배드민턴 국가대표팀에 합류하여 2021년 수디르만컵에서 동메달, 2023년 수디르만컵에서 은메달을 획득하는 데 기여했다.